# Hendrik de Zwarte
Hendrik IX van Beieren (?, rond 1075 - Ravensburg, 13 december 1126), bijg. de Zwarte, was hertog van Beieren.
Hendrik was de tweede zoon van Welf IV en Judith van Vlaanderen. Zijn oudere broer Welf II werd hertog van Beieren en Hendrik bestuurde de Italiaanse bezittingen van zijn familie. Hij trouwde met Wulfhilde van Saksen en erfde na de dood van zijn schoonvader Magnus van Saksen (1106) grote bezittingen in Saksen, met name in de omgeving van Lüneburg. In de periode 1115-1119 nam Hendrik deel aan de Italiaanse campagnes van keizer Hendrik V en in 1120 erfde hij het hertogdom Beieren van zijn broer, die kinderloos overleed. Namens Hendrik V was Hendrik een van de onderhandelaars van het concordaat van Worms. Na de dood van Hendrik V steunde Hendrik de koningskandidatuur van zijn schoonzoon Frederik II van Zwaben. Lotharius III van Supplinburg wist hem echter aan zijn kant te krijgen door de afspraak dat Lotharius' erfdochter Gertrude van Saksen met een zoon van Hendrik zou trouwen. Hierdoor werd Lotharius tot koning gekozen. Gertrude trouwde inderdaad met Hendrik de Trotse. In de oorlog die volgde op de verkiezing van Lotharius eiste die dat Hendrik hem zou helpen tegen Frederik. Hendrik was daar niet toe bereid en trad in de abdij Weingarten om die verplichting te ontlopen. Hendrik is begraven in de abdij Weingarten.
Hendrik en Wulfhilde kregen de volgende kinderen:
- Hendrik de Trotse
- Koenraad (overleden te Bari, 17 maart 1126), cisterciënzermonnik, begraven te Molfetta.
- Sophia
- Judith
- Mathilde (-1183), gehuwd met markgraaf Diephold IV van Vohburg (-1130) en met graaf Gebhard III van Sulzbach (-1188).
- Welf VI
- Wulfhilde, gehuwd met Rudolf van Pullendorf, graaf van Bregenz (-1160)

Hendrik had een buitenechtelijke zoon: Adalbert, abt van Corvey.

## Voorouders
| Voorouders van Hendrik de Zwarte (1075-1126) | Voorouders van Hendrik de Zwarte (1075-1126)                               | Voorouders van Hendrik de Zwarte (1075-1126)                               | Voorouders van Hendrik de Zwarte (1075-1126)                               | Voorouders van Hendrik de Zwarte (1075-1126)                               | Voorouders van Hendrik de Zwarte (1075-1126)                                | Voorouders van Hendrik de Zwarte (1075-1126)                                | Voorouders van Hendrik de Zwarte (1075-1126)                                | Voorouders van Hendrik de Zwarte (1075-1126)                                |
| -------------------------------------------- | -------------------------------------------------------------------------- | -------------------------------------------------------------------------- | -------------------------------------------------------------------------- | -------------------------------------------------------------------------- | --------------------------------------------------------------------------- | --------------------------------------------------------------------------- | --------------------------------------------------------------------------- | --------------------------------------------------------------------------- |
| Overgrootouders                              | Albert Azzo I van Luni (~980-na 1026) ∞ Adela (-)                          | Albert Azzo I van Luni (~980-na 1026) ∞ Adela (-)                          | Welf II van Altdorf (965–1030) ∞ Irmentrude van Luxemburg (~990-1057)      | Welf II van Altdorf (965–1030) ∞ Irmentrude van Luxemburg (~990-1057)      | Arnulf II van Vlaanderen (960-988) ∞ 968 Suzanna van Italië (950-1003)      | Arnulf II van Vlaanderen (960-988) ∞ 968 Suzanna van Italië (950-1003)      | Richard II van Normandië (963–1026) ∞ 1000 Judith van Bretagne (982-1017)   | Richard II van Normandië (963–1026) ∞ 1000 Judith van Bretagne (982-1017)   |
| Grootouders                                  | Albert Azzo II van Este (997-1096/97) ∞ Cunigonde van Altdorf (~1020-1055) | Albert Azzo II van Este (997-1096/97) ∞ Cunigonde van Altdorf (~1020-1055) | Albert Azzo II van Este (997-1096/97) ∞ Cunigonde van Altdorf (~1020-1055) | Albert Azzo II van Este (997-1096/97) ∞ Cunigonde van Altdorf (~1020-1055) | Boudewijn IV van Vlaanderen (980–1035) ∞ Eleonora van Normandië (1005-1035) | Boudewijn IV van Vlaanderen (980–1035) ∞ Eleonora van Normandië (1005-1035) | Boudewijn IV van Vlaanderen (980–1035) ∞ Eleonora van Normandië (1005-1035) | Boudewijn IV van Vlaanderen (980–1035) ∞ Eleonora van Normandië (1005-1035) |
| Ouders                                       | Welf IV (~1030/40-1101) ∞ Judith van Vlaanderen (1031/35-1094)             | Welf IV (~1030/40-1101) ∞ Judith van Vlaanderen (1031/35-1094)             | Welf IV (~1030/40-1101) ∞ Judith van Vlaanderen (1031/35-1094)             | Welf IV (~1030/40-1101) ∞ Judith van Vlaanderen (1031/35-1094)             | Welf IV (~1030/40-1101) ∞ Judith van Vlaanderen (1031/35-1094)              | Welf IV (~1030/40-1101) ∞ Judith van Vlaanderen (1031/35-1094)              | Welf IV (~1030/40-1101) ∞ Judith van Vlaanderen (1031/35-1094)              | Welf IV (~1030/40-1101) ∞ Judith van Vlaanderen (1031/35-1094)              |